# モブラディ・バイサロフ
モブラディ・バイサロフ（ロシア語: Мовлади Байсаров、1962年12月20日 -2006年11月18日）はロシア連邦チェチェン共和国の軍人、ロシア連邦保安庁(FSB)の大佐、アフマド・カディロフの元側近だった。

## 生涯
グロズヌイ郊外のポベディンスコエ村に産まれる。また、一時はカザフスタンで暮らしていたという。
第一次チェチェン紛争前後の素性は正確にはわかっていないが、バイサロフ本人は自らを「家族を誘拐などから守る活動をしていた」と主張している（別の説ではFSBの指示でシャミル・バサエフを支持するチェチェン・イチケリア共和国イスラム特務連隊に潜入していたとされる。またこの間、特務連隊が行った身代金目的の誘拐に加担した疑惑もある）。
1999年にワッハーブ派との対立の末に親族2人を殺害され、自らもシャーリア法廷にて起訴（判決は無罪）された後、アフマドに忠誠を誓う形でロシア側に亡命。第二次チェチェン紛争ではアフマド警護隊の司令官を任される。
2004年にアフマドがテロにより死亡し警護隊が一時解散すると、バイサロフは自身の私兵をスペツナズの「ゴレッツ（山岳民）」として独立させ、FSBの監督下で抗反乱活動と石油生産関連のビジネスを行う。
2005年末、アフマドの息子であるラムザン・カディロフ（当時はチェチェン首相代行）は共和国内でFSBが活動することを許可せず、「ゴレッツ」などバイサロフの軍勢にチェチェン政府軍に与することを突きつけたため、テロ攻撃や基地に立てこもるなど反乱を起こす（バイサロフの死の直前、反乱軍はチェチェン政府に降伏）。
バイサロフ自身はモスクワに渡りメディアに出演するなどしてロシア政府や国民の支持を得ようとしたが、2006年の11月18日に武装集団に襲われ死亡した。